# ساختمان شهربانی
ساختمان شهربانی مربوط به دوره پهلوی اول است و بعد از پل چشمه کیله در خیابان دکتر فاطمی شهر تنکابن واقع شده‌است. این اثر در تاریخ ۲ مهر ۱۳۵۳ با شمارهٔ ثبت ۱۵۲۲ به‌عنوان یکی از آثار ملی ایران به ثبت رسیده‌است.